# 阿瑪迪斯
是美國導演米洛斯·福曼於1984年所執導的電影，編劇是英國劇作家彼得·謝弗爵士，改編自謝弗於1979年的舞台劇《阿瑪迪斯》。描述音樂神童沃爾夫岡·阿瑪迪斯·莫扎特傳奇的一生。
《阿瑪迪斯》於1985年獲得奧斯卡獎八項大獎，包括最佳影片獎、最佳導演獎和最佳男主角獎。1998年，美國電影學會將本片列為AFI百年百大電影中的第53位。

## 劇情簡介
1823年，年邁的作曲家安東尼奧·薩列里自稱是殺死莫扎特的兇手，呼求已離世多年的莫扎特寬恕他，又企圖割頸自盡。他的行徑使他被送到瘋人院，一名年輕的神父來探訪，要接受他告解。他起初無精打采，不感興趣。神父向他提到有流言說他是害死莫扎特的兇手，如果屬實，他就要釋放這「死罪」的重擔，他仍然反應冷淡，直到神父說：「在上帝眼中，人人都是平等的。」他忽然被吸引住了，反問：「都是嗎？」，就開始向神父作起長篇的「懺悔」，敘述他和莫扎特的恩怨。
他回想起年輕時光，特別是他對音樂的熱愛。但他的音樂學習，卻被無文化的父親幾乎中斷。一次，父親在用餐時噎死，他視為一個「奇蹟」，令他可以到「音樂家的城市」維也納追尋自己的理想，甚至躋身18世紀文化精英之列。他認為他的成功是因他的虔誠獲上帝獎勵，於是懷著敬畏上帝的心來投入事業。他沉浸於當上神聖羅馬帝國皇帝約瑟夫二世的宮廷作曲家的喜悅，直到受聘於薩爾茲堡大主教的莫扎特來到。
瘋瘋癲癲、放蕩無禮，卻有無比才華的莫扎特，雖不經意但一而再地讓薩列里感到侮辱。1781年，莫扎特覲見皇帝，薩列里苦心創作了一首「歡迎進行曲」，要獻給莫扎特。莫扎特只聽一遍，馬上就「改進」了薩列里「草草不工」之作，蛻變為其歌劇《費加洛婚禮》中的Non più andrai進行曲。
心態舉止幼稚的莫扎特，竟蒙上帝選中，假借其非凡作品來說話。薩列里為之忿忿不平，他的信仰因而動搖。他相信上帝以莫扎特的天才嘲笑他的平庸。薩列里和上帝的鬥爭中，穿插上演莫扎特在維也納生活種種考驗的片段：由起初自己作品獲接受的自豪，到之後被皇宮中的意大利人刁難而憤怒；由與妻兒共處的快樂，到父親逝世的悲傷。莫扎特看著家庭開支增長，作曲的酬金卻減少，變得絕望。薩列里得悉莫扎特的拮据困境，終於找到方法報復，用「上帝所愛的那位」作為他的工具。
薩列里構思出一個複雜的計謀打敗莫扎特和上帝，以獲得最後勝利。他假裝為莫扎特亡父利奧波德的鬼魂，「委託」這名年紀尚輕的作曲家創作安魂曲，先付了一筆訂金，並保證完成後會有巨額酬金。莫扎特開始創作這部也許是一生中最偉大的作品——D小調安魂曲，但不知道這名神秘的委託人身份和他的計劃：待作品完成後殺死他。薩列里幻想著在盛大的死者彌撒中，他的同伴和宮廷眾人，聽到他為莫扎特及其朋友所寫的安魂曲而讚賞，他將贏得他們的欽羨。但唯有他和上帝知道，寫安魂曲的其實是莫扎特，而當他最終爭回自己認為應得的名譽時，上帝只能旁觀。
莫扎特家中的財政窘境、委託人與亡父的離奇相似，均迫使他拚命創作直至精力枯竭。妻子康絲坦茲帶著兒子離家後，他的健康狀況轉壞，在他的歌劇《魔笛》首演中昏倒。薩列里帶他回家，用計逼他繼續創作安魂曲，即使當時莫扎特顯然病重。整晚由莫扎特口述，薩列里為他抄譜。當早上妻子回家，她命令薩列里離開，薩列里拒絕，聲稱他不會丟下莫扎特。妻子不理會薩列里的反對，把手稿奪去，鎖在櫃中。不過當她要去喚醒莫扎特時，莫扎特已經斷氣。安魂曲未完成，薩列里無能為力，他只能目送莫扎特的遺體被抬走，送到維也納外的集體墓地埋葬。
電影最後，薩列里向明顯受到震撼的年輕神父說完故事後，總結出「上帝」寧可殺死莫扎特，也不肯將祂的榮耀分一丁點給他，又貶謫他為「庸才的守護聖人」。薩列里赦免神父的平庸，在輪椅上被推走時向其他精神病人祝福，也赦免他們的平庸。片末致謝字幕出現前，最後響起的是莫扎特的奇特笑聲。

## 演員
- F·莫瑞·亞伯拉罕 飾 安東尼奧·薩里耶利
- 湯姆·哈斯 飾 沃爾夫岡·阿马德乌斯·莫扎特
- 伊莉莎白·巴莉姬（英语：Elizabeth Berridge (actress)） 飾 康絲坦茲·莫札特（英语：Constanze Mozart）
- 羅伊·多特里克（英语：Roy Dotrice） 飾 列奧波爾德·莫扎特
- 傑佛瑞·瓊斯 飾 約瑟夫二世
- 查爾斯·凱（英语：Charles Kay） 飾 奧爾西尼-羅森伯格（英语：Orsini-Rosenberg）伯爵
- 西蒙·卡洛 飾 伊曼紐爾·席卡內德
- 喬納森·摩爾（Jonathan Moore） 飾 范·斯維頓男爵（英语：Gottfried van Swieten）
- 羅德瑞克·庫克（英语：Roderick Cook） 飾 Count Von Strack
- 帕特里克·海因斯（英语：Patrick Hines） 飾 朱塞佩·博諾（英语：Giuseppe Bonno）
- 理查德·弗蘭克（英语：Richard Frank (actor)） 飾 Father Vogler
- 克里斯蒂娜·埃伯索爾 飾 卡特琳娜·卡瓦列里（英语：Caterina Cavalieri）
- 辛西雅·尼克森 飾 Lorl
- 尼古拉斯·凱普羅斯（Nicholas Kepros） 飾 希羅尼穆斯·馮·科洛雷多（英语：Hieronymus von Colloredo）伯爵

## 反應
《阿瑪迪斯》在1985年入圍11項奧斯卡獎，包括罕見的入圍2個奧斯卡最佳男主角獎（直到目前為止也是最後一次）－演出莫札特的湯姆·哈斯與飾演安東尼奧·薩列里的F·莫瑞·亞伯拉罕都入圍這個獎項。《阿瑪迪斯》最後獲得8項奧斯卡獎，包括最佳影片、最佳導演、最佳男主角（亚伯拉罕）、最佳服裝設計、最佳改編劇本、最佳藝術指導、最佳化妝及最佳音效獎。在1982年周末票房排名记录开始之后，《阿瑪迪斯》與《英倫情人》是仅有的两部未曾进入单周票房前5名的奧斯卡最佳影片获奖者。《阿瑪迪斯》在上映第8週排名第6位已是最高紀錄，同时這兩部電影都是由索爾·薩茲擔任製作人。
《阿瑪迪斯》也入圍6項金球獎，湯姆·赫爾斯與F·默里·亞伯拉罕也同時入圍戲劇類最佳男主角獎。最後《阿瑪迪斯》也獲得最佳戲劇類戲劇類影片、最佳戲劇類導演、最佳男主角及最佳改編劇本等4項大獎。導演米洛斯·福曼也獲得美國導演公會年度最佳導演獎的肯定。
美國著名小說家以撒·艾西莫夫於1988年發表的文章《The Relativity of Wrong》稱讚亞伯拉罕演出的薩列里，而且表示支持亞伯拉罕獲得奧斯卡獎。亞伯拉罕因飾演薩列里而獲得奧斯卡獎，就像伊恩·麥克連在1981年因百老匯舞台劇《阿瑪迪斯》飾演薩列里獲得東尼獎最佳舞台劇男演員獎。
在奧斯卡頒獎典禮結束之際，勞倫斯·奧立佛登上舞臺頒發最佳影片獎。勞倫斯·奧立佛感謝主辦單位邀請他參加典禮，同时也已经开始拆開信封。之后奧立佛並未宣布入圍名單，便簡單的說「得獎影片是阿瑪迪斯」。當時一位美國電影藝術與科學學會快速的登上舞台確認信封內容的正確性，並示意一切正常。製作人索爾·薩茲則在發表感言時提到其他入圍影片，包括《殺戮戰場》、《印度之旅》、《心田深處》及《大兵的故事》。莫里斯·賈爾則以《印度之旅》的配樂獲得奧斯卡最佳配樂獎，他並在得獎感言中說「我真走运莫札特今年没能参选」。
這部電影也持續對社會大眾造成影響，包括作家及音樂家在內。奧地利歌手法爾可在1985年以專輯《Rock me Amadeus》聲名大噪。美國另類搖滾打倒男孩也曾創作《From Now On We Are Enemies》這首歌，歌词中包含了莫札特及薩列里之间的对话。芬蘭樂團死神之子也曾用薩列里的台詞來介紹他們創作的《Warheart》。
亞伯拉罕後來演出電影《最後魔鬼英雄》。而男主角丹尼則告訴阿諾·史瓦辛格不能相信亞伯拉罕，因為「他殺了莫札特！」而史瓦辛格則問他說「是在電影裡？」。而丹尼則回答「阿瑪迪斯！它贏得8項奧斯卡獎！」。
《阿瑪迪斯》在美國電影學會於1998年公佈的AFI百年百大電影中排名第53位，它在爛番茄獲得95%的正面評價，在網際網路電影資料庫則獲得8.4分的高分。

## 獎項
奥斯卡金像奖
- 獲得
  - 奧斯卡最佳影片獎
  - 奧斯卡最佳導演獎
  - 奧斯卡最佳男主角獎
  - 奧斯卡最佳服裝設計獎
  - 奧斯卡最佳改編劇本獎
  - 奧斯卡最佳藝術指導獎
  - 奧斯卡最佳化妝獎
  - 奧斯卡最佳音效獎
- 入圍
  - 奧斯卡最佳攝影獎
  - 奧斯卡最佳編劇獎

金球獎
- 獲得
  - 金球獎戲劇類最佳電影獎
  - 金球獎最佳導演獎
  - 金球獎最佳男主角獎
  - 金球獎劇本獎
- 入圍
  - 金球獎最佳電影男配角

英國電影和電視藝術學院
- 獲得
  - 最佳攝影獎
  - 最佳配樂獎
  - 最佳編劇獎
  - 最佳造型藝術獎

多那太羅·大衛獎
- 獲得
  - 最佳外語片導演獎
  - 最佳外語片獎
  - 最佳外語片男主角獎

洛杉磯影評人協會
- 獲得
  - 最佳影片獎
  - 最佳導演獎
  - 最佳男主角獎
  - 最佳劇本獎

## 註释
1. ↑  在《阿瑪迪斯》之前曾有1935年《叛艦喋血記》、1944年《與我同行》（Going My Way）、1953年《亂世忠魂》、 1956年《巨人》、1958年《逃獄驚魂》（The Defiant Ones）、1961年《紐倫堡大審》（Judgment at Nuremberg）、1964年《雄霸天下》（Becket）、1969年《午夜牛郎》、1972年《偵探》（Sleuth）、 1976年《螢光幕後》（Network）及1983年《近身》（The Dresser）等11作品曾經入圍2個以上的最佳男主角獎

## 外部連結
- 互联网电影数据库（IMDb）上《Amadeus》的资料（英文）
- TCM电影资料库上《Amadeus》的资料（英文）
- 爛番茄上《Amadeus》的資料（英文）
- 豆瓣电影上《Amadeus》的資料 （简体中文）
- AllMovie上《Amadeus》的资料（英文）
- Box Office Mojo上《Amadeus》的資料（英文）
- Analysis of Amadeus - the play and the film （页面存档备份，存于）
- 《阿瑪迪斯》 （页面存档备份，存于） 剧本.